# Рекреаційний курорт Гардап
Рекреаційний курорт Гардап (нім. Hardap-Erholungsgebiet, англ. Hardap Recreation Resort) — заповідник і рекреаційний курорт на півдні Намібії. Розташований в 5 км на північ від невеличкого містечка Марієнталь і за 250 км на південь від Віндхука.
Дика природа цього регіону дуже різномантна і Гардап вважається раєм для орнітологів.

## Ресурси Інтернету
- Offizielle Informationen zum Park (englisch; PDF; 139 kB)